# 米哈伊尔·塔尔
米哈伊尔·塔尔（1936年11月9日—1992年6月28日），苏联及拉脱维亚国际象棋选手，曾获得第八届国际象棋世界冠军。